# ATOMICA
原子力百科事典 ATOMICA（アトミカ）は、日本原子力研究開発機構が運営するインターネット上の原子力、エネルギー政策、放射性物質に関する専門の百科事典である。

## 経緯
高度情報科学技術研究機構(RIST)が科学技術庁より受託し、1995年よりパソコン通信（1997年3月で停止）、1996年より科学技術振興事業団のウェブサイト「げんしろう」から現在のRISTのトップページにリンクを張る形で提供が開始された。
2007年日本原子力文化振興財団運営のウェブサイトあとみんと統合された後、平成21年度より財団法人高度情報科学技術研究機構(RIST)のサイトで運用されるようになった。平成31年3月14日以降、日本原子力研究開発機構により運営される。

## 記事の制作とその取り扱い
ATOMICAトップページにある但し書きによると
- 原著作者からATOMICAへの掲載について許諾を得た二次著作物を含む
- 多数の外部機関の専門家に執筆依頼をして制作している
- トップページおよび個々のコンテンツへのリンクは原則として自由[2]

とあり、原子力関連の専門家によって執筆された資料が網羅されたデータベースである。

## コンテンツ
データベースのコンテンツ（個別データ）は大項目、中項目、小項目の分野別階層構造によって整理されている。大項目は以下の構成となっている。
1. エネルギーと地球環境 : 新エネルギー、エネルギー資源、地球環境問題など
2. 原子力発電 : 炉型、立地、発電所、事故、高度化、プルサーマルなど
3. 開発中の原子炉および研究炉等 : 高速増殖炉、新型転換炉、高温ガス炉、その他研究炉
4. 核燃料リサイクル : ウラン資源、濃縮、燃料加工、再処理、MOX燃料など
5. バックエンド対策 : 放射性廃棄物の処理・処分、原子力施設廃止措置
6. 原子力安全研究 : 軽水炉、高速炉、核燃料リサイクル、環境放射能など
7. 基礎基盤研究および先端的研究 : 新原子力システム、原子力船、核融合など
8. 放射線利用 : 種類、線源、医学、農水産、理工学、RIなど
9. 放射線影響と放射線防護 : 環境放射能、生物影響、放射線防護など
10. 原子力の行政・制度・政策 : 長計、行政、防災、賠償、法規など
11. 原子力安全規制 : 安全規制、安全審査指針など
12. 原子力施設の運転状況 : 原子力発電所、核燃料リサイクル施設、研究炉など
13. 国際協力・原子力関連機関 : 国際機関、国際協力、保障措置など
14. 海外情勢 : アジア、北米、西欧、ロシア・東欧、中近東、中南米など
15. (欠番) : 
かつては、原子力広報サイトの一環として素朴な疑問に答えるQ&Aという項目があった。他の項目と重なる部分が多くRISTの運営に移管するにあたり削除された。[3]
16. 放射線と原子力に関する歴史とトピックス : 発見、歴史など
17. 原子力資料集 : 原子力年表
18. 原子力基礎データ : 欧文略語、元素周期表、諸単位など

注意：一部のコンテンツ（年度ごとのデータ、過去の事実の解説など）は更新対象になっていない。例えば、ICRPの1977年(チェルノブイリ事故以前)の勧告内容の記述もあるので、その後の変更の有無について確認が必要である。

## 参照
1. ↑   “インターネット版原子力百科辞典(ATOMICA)”. 2011年9月11日閲覧。
2. ↑  “原子力百科事典 ATOMICA”. 2011年4月5日閲覧。
3. ↑  2006年ごろのATOMICAの項目分類

## 外部サイト
- 原子力百科事典 ATOMICA